# William Aiton
William Aiton (1731 - 2 de febrero de 1793) fue un botánico escocés.

## Biografía
William Aiton nació cerca de Hamilton. Habiendo trabajado regularmente como aprendiz de jardinero, viajó a Londres en 1754, y llegó a ser asistente de Philip Miller, el superintendente del "Jardín Medicinal de Chelsea". En 1759 fue designado como director del recién fundado Real Jardín Botánico de Kew, donde permaneció hasta su muerte. Durante su dirección se hicieron numerosas reformas en los jardines, y en 1789 publicó su Hortus Kewensis , un catálogo de las plantas que allí se cultivaban.
Una segunda edición del Hortus más ampliada salió a la luz en 1810-1813 gracias a su hijo mayor, William Townsend Aiton (1766 - 1849), quien lo sucedió en su puesto en "Kew" y estaba patrocinado por Jorge IV al proyectar los jardines del "Royal Pavilion" de Brighton, y otros.

## Obra
- Hortus Kewensis. 1789. Reimpreso por Nabu Press, 272 pp. ISBN 1-173-66947-7, 2011

- A treatise on the origin, qualities and cultivation of moss-earth, with directions for converting it into manure. xl + 371 pp. 1811 en línea

## Honores

### Epónimos
Género
- (Meliaceae) Aitonia Thunb.[1]

Especies
| - (Agavaceae) Furcraea aitonii Jacobi - (Amaryllidaceae) Clivia aitonii Hort. ex Gentil | - (Dryopteridaceae) Dryopteris aitoniana Pic.Serm. - (Ericaceae) Erica aitoniana Lodd. | - (Proteaceae) Serruria aitonii R.Br. - (Rutaceae) Empleurum aitonii J.F.Gmel. |

- La abreviatura «Aiton» se emplea para indicar a William Aiton como autoridad en la descripción y clasificación científica de los vegetales.[8]